# Boughton Place
Boughton Place, anciennement Bocton Place ou Bocton Hall, est une maison de campagne située à Boughton Malherbe, dans le Kent, en Angleterre. C'est la demeure historique de la famille Wotton et le lieu de naissance de Sir Henry Wotton (1568 - 1639), ambassadeur à Venise sous Jacques Ier.

## Histoire
Un manoir fortifié est construit sur le site dans les années 1340 par Robert Corbie. Grâce au mariage de sa petite-fille Joan avec Nicholas Wotton, lord-maire de Londres en 1415 et 1430, la maison devient la propriété de la famille Wotton. Les Wotton conservent la propriété de la maison jusqu'à ce qu'elle passe dans la famille Stanhope en 1683, date à laquelle elle est léguée par Charles Kirkhoven, 1er baron Wotton à Charles Stanhope, fils cadet de son demi-frère Philip Stanhope (2e comte de Chesterfield). Charles Stanhope change son nom en Wotton et à sa mort en 1704, la maison passe à son frère aîné Philip Stanhope (3e comte de Chesterfield). Le quatrième comte vend la maison en 1750 à Galfridus Mann, frère jumeau de Sir Horace Mann de Linton Hall à Linton. À la mort de Galfridus Mann, elle passe à son fils Sir Horatio Mann, qui hérite également de la baronnie de son oncle et de Linton Park en 1786 ,.
En 1771, la sœur de Sir Horatio, Catherine, épouse James Cornwallis, qui devient plus tard évêque de Lichfield et Coventry et est brièvement le 4e comte Cornwallis. Son fils, James Mann (5e comte Cornwallis), hérite de Boughton Place et il reste dans la famille Cornwallis jusqu'à ce qu'il soit vendu par Fiennes Cornwallis (1er baron Cornwallis) à John Kitchin en 1922 .

## Bâtiment
La maison est la partie restante d'une plus grande maison avec cour, dont une grande partie a été démolie . La première partie est construite dans les années 1520 et est agrandie dans les années 1550 et 1580 et des modifications sont apportées aux XIXe et XXe siècles. Il s'agit d'un bâtiment à deux étages orienté à peu près nord-sud avec un étage mansardé dans le toit. Il est construit principalement en pierre de chiffon locale avec un toit en tuiles et des fenêtres à ossature de pierre de différentes tailles, mais a également des sections ultérieures construites en brique rouge. L'intérieur présente des plafonds en plâtre moulé du XVIe siècle, mais des boiseries historiques datant des années 1520 ont été retirées de la maison en 1923 et transportées aux États-Unis.
La maison est un bâtiment classé Grade I et un cottage adjacent et une oast house sont classés Grade II.